# Thomas Percy
Thomas Percy (13. dubna 1729, Bridgnorth, Shropshire, Anglie – 30. září 1811, Dromore, hrabství Down, dnes Severní Irsko) byl anglický biskup a preromantický básník, sběratel a upravovatel středověké poezie a lidové slovesnosti.

## Život a dílo
Thomas Percy se narodil roku 1729 v Bridgnorthu v kupecké rodině. Po absolvování Adams' Grammar School v blízkém Newportu odešel roku 1746 studovat na Oxfordskou univerzitu, kterou dokončil roku 1750, a kde roku 1753 získal titul Master of Arts. V tom samém roce se stal vikářem v malé vesnici Easton Maudit v Northamptonshire a roku 1756 farářem ve Wilby ve stejném hrabství. Roku 1750 se oženil s Anne Gutteridgeovou, se kterou měl dvě dšti. Roku 1770 získal titul doktora teologie na Cambridgeské univerzitě a roku 1782 se stal biskupem v severoirském Dromore, kde také roku 1811 zemřel.

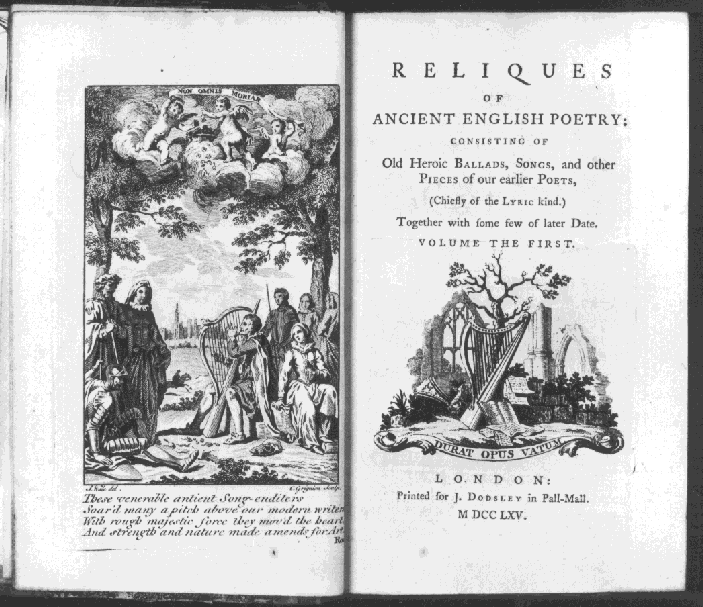
Tiulní strana knihy Reliques of Ancient English Poetry z roku 1765

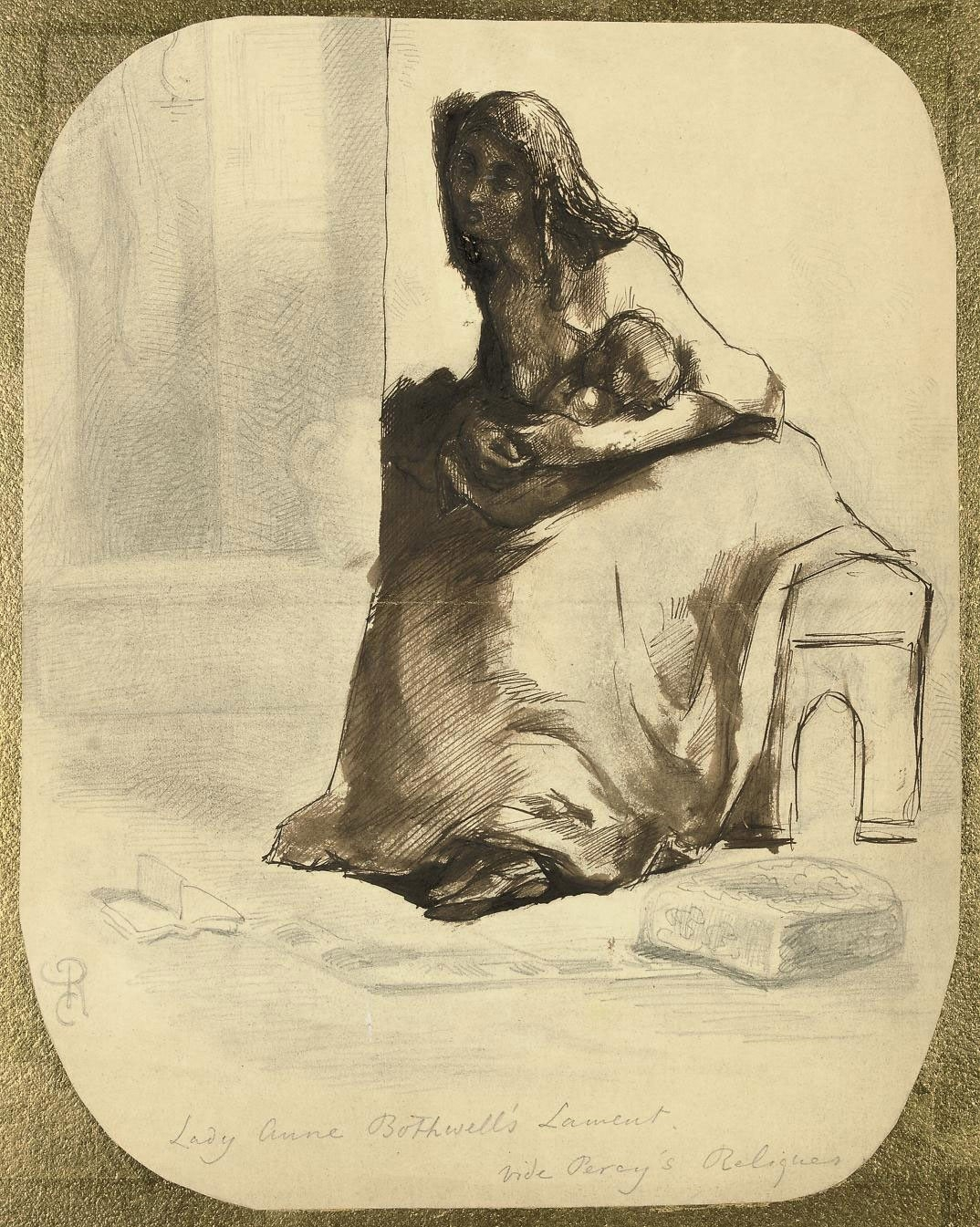
Ilustrace Danteho Gabriela Rossettiho k baladě Lady Anne Bothwell's Lament

Literatuře se Thomas Percy začal plně věnovat za svého působení ve Wilby. Jeho první prací byl překlad čínského románu ze 17. století Hau Kiou Choaan (1761) na základě portugalského rukopisu. Poté následovala sbírka mravoličných povídek Vdané paní (1762, The Matrons) o porušení slibu manželské věrnosti, anglický převod již do latiny přeložených starých islandských básní Pět ukázek runové poezie (1763, Five pieces of Runic poetry) upravených pod vlivem Jamese Macphersona a překlad Písně písní (1764, The Song of Solomon).
Roku 1765 pak vydal Thomas Percy své nejznámější dílo, třídílnou sbírku tradičních anglických balad a písní datovaných od středověku do poloviny 18. století s názvem Památky staré anglické poezie (Reliques of Ancient English Poetry). Sbírku založil na rukopisu z poloviny 17. století (nyní nazývaném Percyho foliant (Percy Folio), který objevil na návštěvě svého přítele Humphreye Pitta ze Shifnallu. Vybrané texty upravil, doplnil jinými nálezy a přidal k nim i některé své vlastní básně, například Šedivý mnich (The Friar of Orders Gray). Sbírka zajistila Percymu čestné místo v dějinách anglického písemnictví, neboť povzbudila zájem anglických i evropských preromantiků o starou poezii a folklór a významně ovlivnila následující romantickou generací básníků.
Z následujících Percyho prací je možno ještě jmenovat bohoslovný Klíč k Novému Zákonu (1766, A Key to the New Testament), překlad díla švýcarského historika Paula Henriho Malleta Úvod do dějin Dánska (Introduction a l'Histoire de Dannemarch) z roku 1755 vydaný pod názvem Severní starožitnosti (1770, Northern Antiquities) a báseň Poustevník z Warkwarthu (1771, The Hermit of Warkwarth).

## České překlady
- Poustevník z Warkwarthu (1809), časopisecky.[3]
- Poutnice (1835), překlad balady Šedivý mnich.[3]